# Limba cebuană
Limba cebuană (cunoscută în română și ca limba sebuană , original Binisaya) este una dintre limbile regionale vorbite în Filipine, aparținând familiei austroneziene. Este vorbită de aproximativ 20 de milioane de oameni.